# کلمه ایمنی

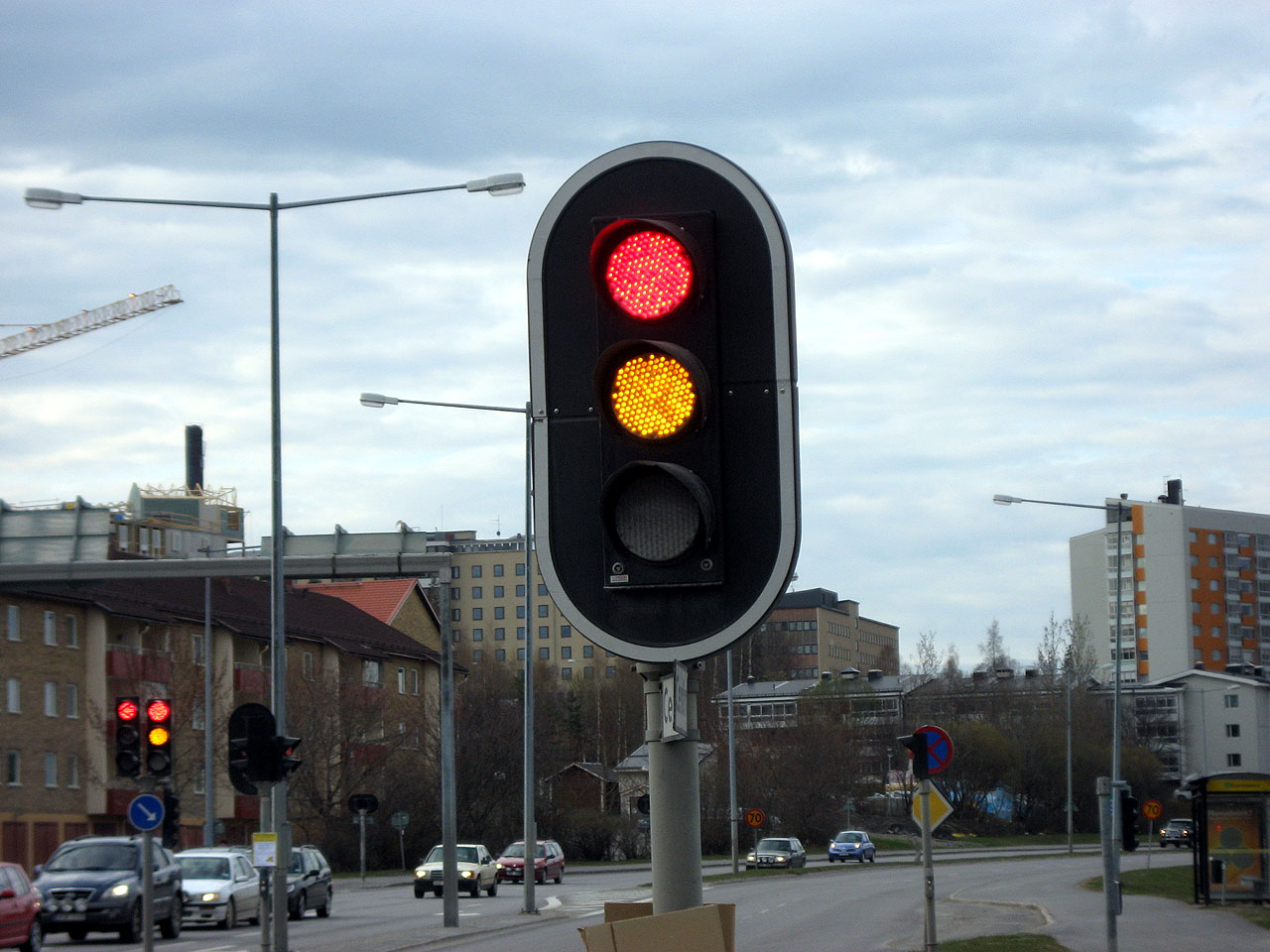
چراغ‌های راهنمایی LED در انشلدسویک، سوئد

کلمهٔ ایمنی یا ایمن واژه (انگلیسی: Safeword) در اصطلاحات بی.دی.اس.ام واژه‌ای‌ست که توسط فرد سلطه‌پذیر جنسی استفاده می‌شود تا به شریک سلطه‌گرش بفهماند که از محدودیت‌های فیزیکی، احساسی و ... گذر کرده‌است. مطابق توافق طرفین واژگان ایمنی می‌تواند برای توقف کامل روند یا یک وقفهٔ کوتاه به همراه کاهش شدت تمرینات و بازی‌ها استفاده شود. کل این واژه‌ها براساس تواقف طرفین تنظیم می‌شود. گروه‌های بی.دی.اس.ام همواره واژگانی استاندارد را برای فهماندن محدودیت‌هایشان به یکدیگر دارند.